# Кантони на Швейцария
Кантоните на Швейцария (на немски: Kanton; на френски: canton; на италиански: cantone; на романшки: chantun) са федералните щати на Швейцарската конфедерация. Ядрото на конфедерацията, образувано от първите три конфедеративни съюзници, се нарича Валдщете. Следващите две големи стъпки към развиването на кантоналната система са т.нар. Ахт Орте („Осем кантона“ между 1353 и 1481 г.) и Драйцен Орте („Тринадесет кантона“ между 1513 и 1798 г.). Това са важни междинни периоди в Старата швейцарска конфедерация.
Всеки кантон в миналото е напълно суверенна държава със свои граничен контрол, армия, валута от Вестфалския мир (1648 г.) до основаването на швейцарската федерална държава (1848 г.), като за кратък период по време на Хелветската република (1798 – 1803) се управляват централизирано. От тогава датира и употребата на термина „кантон“.
Към 1833 г. кантоните са 25, но след отделянето на кантона Юра от Берн през 1979 г. те стават 26. Площта на кантоните варира от 37 km2 (Базел Щат) до 7105 km2 (Граубюнден), а населението варира от 16 003 души (Апенцел Инерроден) до 1 487 969 души (Цюрих).

## История
През 16 век Старата швейцарска конфедерация е съставена от 13 суверенни конфедеративни съюзници, които се делят на два вида: пет селски (Ури, Швиц, Унтервалден, Гларус, Апенцел) и осем градски (Цюрих, Берн, Люцерн, Цуг, Базел, Фрибур, Золотурн, Шафхаузен)
Макар технически те да са част от Свещената Римска империя, те стават де факто не зависими, когато швейцарците побеждават Максимилиан I през 1499 г. при Дорнах. През ранния съвременен период, индивидуалните конфедеративните съюзници започват да се разглеждат като републики, докато шестте традиционни съюзница прилагат пряка демокрация под формата на Ландсгемайнде, а градските кантони имат система на представителство в градските съвети. Това са де факто олигархични системи, доминирани от благороднически фамилии.
Старата система е изоставен а образуването на Хелветската република след френското нахлуване в Швейцария през 1798 г. Кантоните на Хелветската република имат статут на административна подединица без суверенитет. Хелветската република се разпада след пет години и суверенитетът на кантоните е възстановен с Акта на посредничество на Наполеон през 1803 г. Статутът на Швейцария като федерация също е възстановен, като по това време тя включва 19 кантона. През 1815 г. към държавата се присъединяват още три западни кантона: Вале, Ньошател и Женева.
Процесът на възстановяване официално завършва през 1830 г. с възвръщането на повечето от бившите феодални права на кантоналното благородство, което води до размирици сред селското население. Либералната радикална партия въплъщава тези демократични сили, призоваващи за нова федерална конституция. Това напрежение заедно с религиозните проблеми („Йезуитския въпрос“) ескалират то въоръжен конфликт през 1840-те години, станал известен като кратката гражданска Зондербундска война. Победата на радикалната партия води до образуването на Швейцария като федерална държава през 1848 г. Кантоните продължават да имат голям суверенитет, но вече нямат право да поддържат индивидуални армии или международни отношения. Към края на 19 век Швейцария се оказва изолирана демократична република, обградена от възстановените монархии на Франция, Италия, Австро-Унгария и Германия.

## Власт
Швейцарската федерална конституция обявява кантоните за суверенни до такава степен, че техният суверенитет не е ограничен от федералното право. Областите, които са специално резервирани за конфедерацията, са въоръжените сили, валутата, пощенските услуги, телекомуникациите, имиграцията и емиграцията, международните отношения с независими държави, гражданското и наказателното право, теглилата и мерките, както и митническите такси.
Всеки кантон има своя собствена конституция, законодателство, изпълнителна власт, полиция и съдебна власт. Кантоните следва директориална система на управление.
Повечето от законодателствата на кантоните са еднокамарни парламенти, като размерът им варира между 58 и 200 места. Няколко законодателства включва и общи народни събрания (Ландсгемайнде). Употребата на тази форма на управление в днешно време изчезва. Тя съществува единствено в Апенцел Инерроден и Гларус. Кантоналната изпълнителна власт е съставена от пет или седем души, в зависимост от кантона.
Кантоните имат всички правомощия и компетенции, които не са делегирани на конфедерацията от федералната конституция или закон. Кантоните са отговорни за здравеопазването, социалното подпомагане, правоприлагането, публичното образование и събирането на данъци. Всеки кантон определя официалния език в него. Кантоните могат да сключват договори не само с други кантоните, но също и с други държави.
Кантоналните конституции определят и вътрешната организация на кантона, включително и степента на автономия на общините, която варира, но почти винаги включва властта за облагане на данъци и приемане на общински закони. Някои общини разполагат със свои собствени полицейски сили.
На федерално ниво, всички кантоните предлагат някаква форма на пряка демокрация. Гражданите могат да изискват гласуване от народа за поправки по кантоналната конституция или за вето върху закони или разходи, приети от парламента. Тези демократични права се упражняват чрез тайно гласуване. Правото на чуждестранни граждани да гласуват зависи от кантона.
Швейцарските граждани са граждани на определена община и кантона, от която тя е част. Следователно, кантоните играят роля и поставят изискванията при даването на гражданство (натурализация), макар процесът да настъпва на общинско ниво и да е обект на федералното право.
Официалните празници са различни от кантон до кантон, като в Швейцария има само един федерален официален празник на 1 август.

## Списък
Кантоните са изброени в реда, в който са споменати във федералната конституция. Това отразява историческата им важност по времето на Осемте кантона през 15 век, следвана от останалите кантони по дата на присъединяване към конфедерацията. Двубуквените абревиатури на швейцарските кантони са широко разпространени и се използват на регистрационните номера на превозните средства.
| Герб | Код | Кантон             | Година на присъединяване                 | Столица     | Население към 2019 г. | БВП на глава от населението (2014)в CHF | Площ (km2) | Гъстота на населението | Брой общини | Официален език                        |
| ---- | --- | ------------------ | ---------------------------------------- | ----------- | --------------------- | --------------------------------------- | ---------- | ---------------------- | ----------- | ------------------------------------- |
|      | ZH  | Цюрих              | 1351                                     | Цюрих       | 1 520 968             | 96 411                                  | 1729       | 701                    | 166         | немски                                |
|      | BE  | Берн               | 1353                                     | Берн        | 1 034 977             | 76 307                                  | 5960       | 158                    | 347         | немски, френски                       |
|      | LU  | Люцерн             | 1332                                     | Люцерн      | 409 557               | 65 119                                  | 1494       | 233                    | 83          | немски                                |
|      | UR  | Ури                | 1291                                     | Алтдорф     | 36 433                | 51 332                                  | 1077       | 33                     | 20          | немски                                |
|      | SZ  | Швиц               | 1291                                     | Швиц        | 159 165               | 58 788                                  | 908        | 143                    | 30          | немски                                |
|      | OW  | Обвалден           | 1291 или 1315 (като част от Унтервалден) | Зарнен      | 37 841                | 64 253                                  | 491        | 66                     | 7           | немски                                |
|      | NW  | Нидвалден          | 1291 (като Унтервалден)                  | Щанс        | 43 223                | 69 559                                  | 276        | 138                    | 11          | немски                                |
|      | GL  | Гларус             | 1352                                     | Гларус      | 40 403                | 67 379                                  | 685        | 51                     | 3           | немски                                |
|      | ZG  | Цуг                | 1352                                     | Цуг         | 126 837               | 150 613                                 | 239        | 416                    | 11          | немски                                |
|      | FR  | Фрибур             | 1481                                     | Фрибур      | 318 714               | 58 369                                  | 1671       | 141                    | 136         | немски, френски                       |
|      | SO  | Золотурн           | 1481                                     | Золотурн    | 273 194               | 65 588                                  | 790        | 308                    | 109         | немски                                |
|      | BS  | Базел Щат          | 1501 (като Базел до 1833/1999)           | Базел       | 200 298               | 163 632                                 | 37         | 5072                   | 3           | немски                                |
|      | BL  | Базел Ландшафт     | 1501 (като Базел до 1833/1999)           | Листал      | 289 527               | 68 537                                  | 518        | 502                    | 86          | немски                                |
|      | SH  | Шафхаузен          | 1501                                     | Шафхаузен   | 81 991                | 85 529                                  | 298        | 246                    | 26          | немски                                |
|      | AR  | Апенцел Аусерроден | 1513 (като Апенцел до 1597/1999)         | Херизау     | 55 234                | 56 663                                  | 243        | 220                    | 20          | немски                                |
|      | AI  | Апенцел Инерроден  | 1513 (като Апенцел до 1597/1999)         | Апенцел     | 16 145                | 61 067                                  | 172        | 87                     | 6           | немски                                |
|      | SG  | Санкт Гален        | 1803                                     | Санкт Гален | 507 697               | 72 624                                  | 2031       | 222                    | 77          | немски                                |
|      | GR  | Граубюнден         | 1803                                     | Кур         | 198 379               | 70 968                                  | 7105       | 26                     | 108         | немски, романшки, италиански          |
|      | AG  | Ааргау             | 1803                                     | Аарау       | 678 207               | 61 959                                  | 1404       | 388                    | 212         | немски                                |
|      | TG  | Тургау             | 1803                                     | Фрауенфелд  | 276 472               | 60 533                                  | 992        | 229                    | 80          | немски                                |
|      | TI  | Тичино             | 1803                                     | Белинцона   | 353 343               | 82 438                                  | 2812       | 110                    | 115         | италиански                            |
|      | VD  | Во                 | 1803                                     | Лозана      | 799 145               | 68 084                                  | 3212       | 188                    | 309         | френски                               |
|      | VS  | Вале               | 1815                                     | Сион        | 343 955               | 52 532                                  | 5224       | 53                     | 126         | френски, немски                       |
|      | NE  | Ньошател           | 1815/1857                                | Ньошател    | 176 850               | 83 835                                  | 802        | 206                    | 31          | френски                               |
|      | GE  | Женева             | 1815                                     | Женева      | 499 480               | 102 113                                 | 282        | 1442                   | 45          | френски                               |
|      | JU  | Юра                | 1979                                     | Дьолемон    | 73 419                | 64 606                                  | 839        | 82                     | 55          | френски                               |
|      | CH  | Швейцария          |                                          | Берн        | 8 544 527             | 78 619                                  | 41 291     | 174                    | 2222        | немски, френски, италиански, романшки |